# Palazzo Sanfelice di Monteforte
Il Palazzo Sanfelice di Monteforte è un edificio di valore storico e architettonico di Napoli.

## Storia e descrizione
Il palazzo, che in realtà è un imponente villino, venne commissionato nella seconda metà degli anni '70 del XIX secolo dal duca Tommaso di Savoia-Genova al giovane architetto ticinese Augusto Guidini. Il fermaportone collocato sotto il portone d'ingresso sul Viale Gramsci riporta l'anno 1879, da intendere come la data di completamento. Un disegno del progetto iniziale rende evidente il fatto che l'edificio assunse in corso d'opera tutt'altra forma e tutt'altra dimensione. Inoltre è l'unico palazzo sorto nella lottizzazione dell'attuale viale Gramsci a non occupare il suo stesso lotto per intero; anzi, sorge al centro di esso circondato da un giardinetto ai cui lati vi sono quattro piccoli edifici di forma rettangolare adibiti in origine a quattro usi diversi (uccelliera, serra, casa del giardiniere e casa del guardiano). Venne acquistato successivamente dalla famiglia Sanfelice di Monteforte, il cui stemma è visibile sul prospetto affacciante sulla Riviera di Chiaia; mentre l'altro apposto sulla facciata sul Viale Gramsci va identificato con quello dei Ruffo (probabilmente la cosa è dovuta a un matrimonio tra le due famiglie).
Il palazzo, circondato da alberi e in stile neoclassico, presenta un basamento bugnato e i due livelli superiori scanditi da paraste che incorniciano i balconi tutti aventi un arco a tutto sesto. Il piano nobile invece ha una balconata continua lungo tutto il perimetro mentre il secondo piano ha balconi singoli. Il piano attico ha fronti arretrati rispetto alla strada con ampi terrazzi d’angolo. All'interno vi è la scala di rappresentanza, di grande pregio, preceduta da due colonne in marmo di Carrara dai capitelli dorici  e composta da una rampa centrale seguita da due rampe simmetriche retroverse. Il soffitto di essa è chiuso da una copertura in vetro e ferro. Gli appartamenti  posseggono vari ambienti dotati di decorazioni a tempera in stile eclettico.